# التبيان في تفسير غريب القرآن
التبيان في تفسير غريب القرآن أحد كتب تفسير القران الكريم، ألفه ابن الهائم (ت: 815 هـ).

## أسلوب التفسير
الكتاب عبارة عن أستدارك على كتاب تفسير غريب القرآن المُسمى نزهة القلوب لمؤلفه أبو بكر السجستاني، فقام المؤلف بجمع ما تفرق من غريب كل سورة مع زيادة أشياء في بعض المواضع على الأصل لتسهل مطالعته وتتم فائدته وقد توخى فيه التسهيل وتحنب التطويل.

## مقدمة المؤلف
يقول ابن الهائم في مقدمة كتابه: «إن من حق من أتحف بنعمة تعليم القرآن أن يعتني بتفهمه وتدبره حسب الإمكان وأدنى مراتبه أن يعرف معاني الألفاظ الغريبة ليتأتى له تدبر آياته العجيبة ليترقى بذلك عن من يحفظه كالرقى الشبيهة بالمهمل فإن يقبح بالمحصل أن يسأل عن مدلول ما يحفظه فيجهل وإن من أنفس ما صنف في تفسير غريب القرآن مصنف الإمام أبي بكر محمد بن عزير المنسوب إلى سجستان إلا أنه يحوج المستغرب لكلمات سوره إلى كشف حروف وأوراق كثيرة لا سيما السور الطوال، فرأيت أن أجمع ما تفرق من غريب كل سورة فيما هو كالفصل مع زيادة أشياء في بعض المواضع على الأصل لتسهل مطالعته وتتم فائدته فشرعت فيه متوخيا للتسهيل مجتنبا للإكثار والتطويل مستعينا بذي الحول ومستمدا من ذي الطول حريصا أن آتي بعبارته في الأكثر وألا أخل منه بشيء إلا ما تكرر والمزيد وإن ارتبط بالأصل في العبارة فيكفيه للتمييز بينهما زاي وداره وسميته التبيان في تفسير غريب القرآن وبالله التوفيق إلى سواء الطريق».

## وصلات خارجية
- تحميل التبيان في تفسير غريب القرآن المكتبة الشاملة
- قراءة التبيان في تفسير غريب القرآن